# Herrajärvi
Herrajärvi är en sjö i Kiruna kommun i Lappland och ingår i Torneälvens huvudavrinningsområde. Sjön har en area på 0,124 kvadratkilometer och ligger 421 meter över havet.

## Delavrinningsområde
Herrajärvi ingår i det delavrinningsområde (762834-173766) som SMHI kallar för Ovan VDRID = Tammukkajoki i Muonioälvens vattendr*. Medelhöjden är 491 meter över havet och ytan är 29,09 kvadratkilometer. Räknas de 92 avrinningsområdena uppströms in blir den ackumulerade arean 1 821,4 kvadratkilometer. Muonioälven (Njärrejåkkå) som avvattnar avrinningsområdet har biflödesordning 2, vilket innebär att vattnet flödar genom totalt 2 vattendrag innan det når havet efter 474 kilometer. Avrinningsområdet består mestadels av skog (69 procent) och kalfjäll (25 procent). Avrinningsområdet har 0,68 kvadratkilometer vattenytor vilket ger det en sjöprocent på 2,3 procent.